# つくば国際大学高等学校
つくば国際大学高等学校（つくばこくさいだいがくこうとうがっこう）は、茨城県土浦市真鍋一丁目にあるつくば国際大学系列の私立高等学校。設置者は学校法人霞ヶ浦学園。

## 沿革
- 1946年 - 茨城県土浦第一高等女学校開校。
- 1952年 - 土浦第一女子高等学校と改称。
- 1958年 - 商業科を新設。
- 1971年 - 衛生看護科を新設。
- 1998年 - つくば国際大学高等学校土浦校舎と改称する。商業科、衛生看護科を廃止し、家政科を新設。茨城県新治郡千代田町（現在のかすみがうら市）につくば国際大学高等学校千代田校舎を開校（男女共学・普通科）。
- 2003年 - 土浦校舎、男子を受け入れ男女共学となる。
- 2009年 - 土浦校舎はつくば国際大学高等学校に名称変更。千代田校舎はつくば国際大学東風（はるかぜ）高等学校に名称変更。
- 2020年 - 普通科のコースを再編する（愛称を「アドバンススクール」とする）。家政科の募集を停止。

## 教育組織
- 普通科（アドバンススクール） - 2・3年次には以下のコースに分かれる
  - キャリア特別進学コース
  - キャリア探求進学コース

- 家政科（男女）
  - 2021年度をもって閉科

## 著名な出身者
- 南田洋子 - 女優 ※旧高等女学校
- Mari - 双子アイドルユニットMariEriメンバー